# Sanford Morton Grossman
Sanford Morton „Sandy“ Grossman (* 12. Juni 1936 in Newark, New Jersey; † 2. April 2014 in Boca Raton, Florida) war ein US-amerikanischer Fernsehregisseur, der für die Sender CBS und Fox arbeitete. Er wurde bekannt durch die Sportübertragungen, insbesondere von Super Bowl XVIII (1984), Lingerie Bowl (2006) und Celebrity Boxing (2002). Er war Regisseur von 18 NBA Finals und fünf Stanley Cup Finals. Er wurde mit acht Sports Emmy Award ausgezeichnet. 